# Kamrup (région)
 (mars 2023).
La mise en forme du texte ne suit pas les recommandations de Wikipédia : il faut le « wikifier ».
Les points d'amélioration suivants sont les cas les plus fréquents :
- Les titres sont pré-formatés par le logiciel. Ils ne sont ni en capitales, ni en gras.
- Le texte ne doit pas être écrit en capitales (les noms de famille non plus), ni en gras, ni en italique, ni en « petit »…
- Le gras n'est utilisé que pour surligner le titre de l'article dans l'introduction, une seule fois.
- L'italique est rarement utilisé : mots en langue étrangère, titres d'œuvres, noms de bateaux, etc.
- Les citations ne sont pas en italique mais en corps de texte normal. Elles sont entourées par des guillemets français : « et ».
- Les listes à puces sont à éviter, des paragraphes rédigés étant largement préférés. Les tableaux sont à réserver à la présentation de données structurées (résultats, etc.).
- Les appels de note de bas de page (petits chiffres en exposant, introduits par l'outil «  Source ») sont à placer entre la fin de phrase et le point final[comme ça].
- Les liens internes (vers d'autres articles de Wikipédia) sont à choisir avec parcimonie. Créez des liens vers des articles approfondissant le sujet. Les termes génériques sans rapport avec le sujet sont à éviter, ainsi que les répétitions de liens vers un même terme.
- Les liens externes sont à placer uniquement dans une section « Liens externes », à la fin de l'article. Ces liens sont à choisir avec parcimonie suivant les règles définies. Si un lien sert de source à l'article, son insertion dans le texte est à faire par les notes de bas de page.
- La présentation des références doit suivre les conventions bibliographiques. Il est recommandé d'utiliser les modèles {{Ouvrage}}, {{Chapitre}}, {{Article}}, {{Lien web}} et/ou {{Bibliographie}}. Le mode d'édition visuel peut mettre en forme automatiquement les références.
- Insérer une infobox (cadre d'informations à droite) n'est pas obligatoire pour parachever la mise en page.

Pour une aide détaillée, merci de consulter Aide:Wikification.
Si vous pensez que ces points ont été résolus, vous pouvez retirer ce bandeau et améliorer la mise en forme d'un autre article.

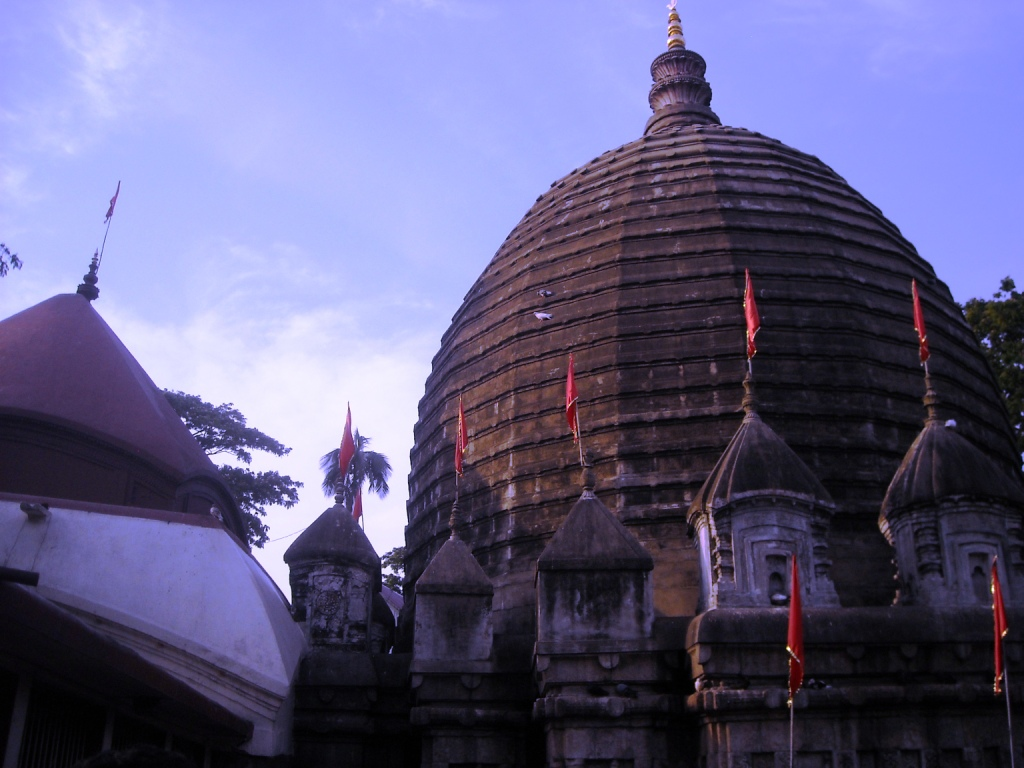
Ancien temple Kamakhya

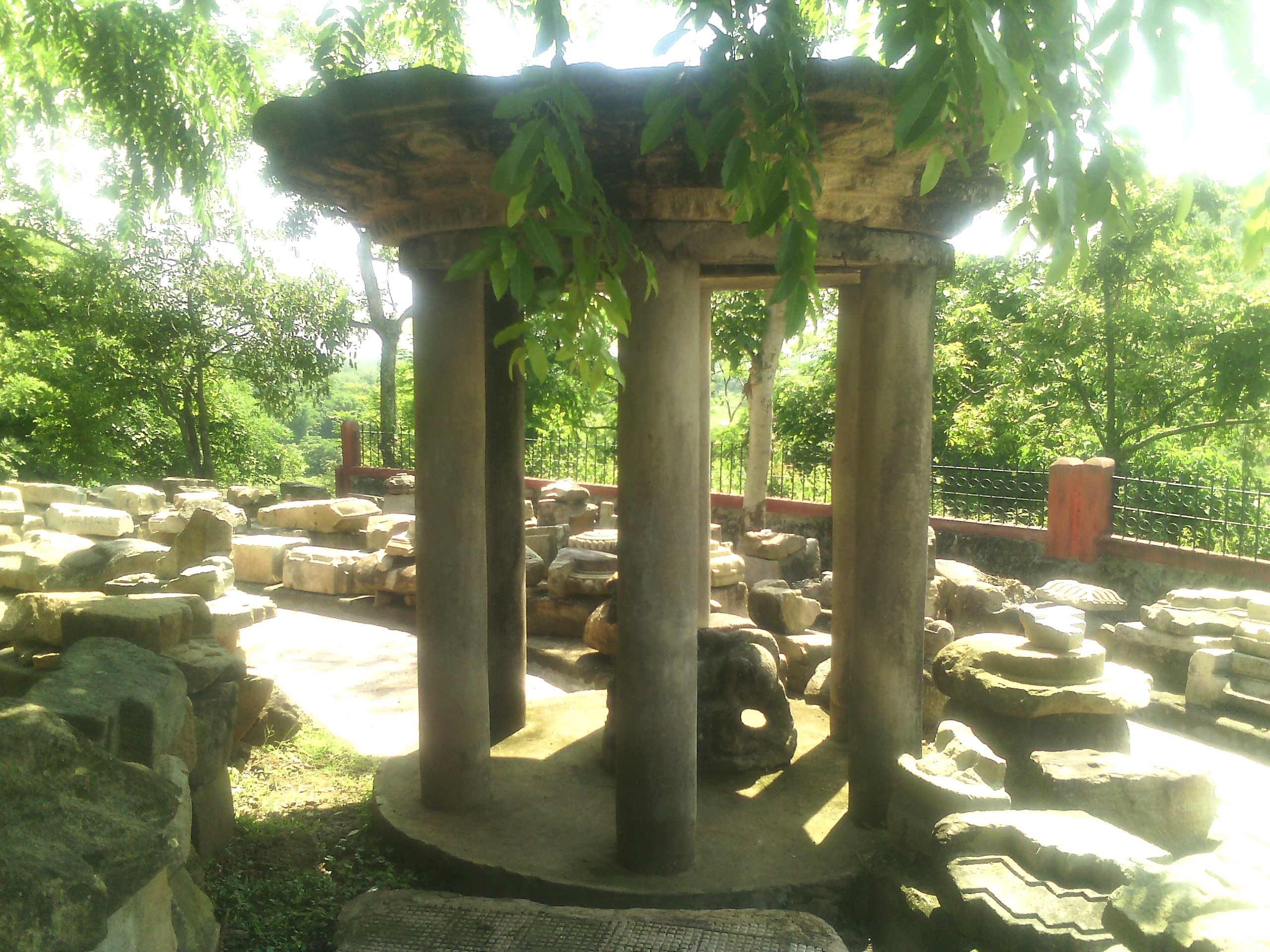
Madan Kamdev, Baihata

Kamrup est une région historique et contemporaine de l'Inde, située entre deux fleuves, le Manas et le Barnadi dans l'Assam occidental. Il a la même étendue territoriale que le « district indivisé de Kamrup » colonial et post-colonial,. C'était la région capitale de deux des trois dynasties de Kamarupa et Guwahati ; le centre politique actuel de l'Assam y est situé (avec sa capitale politique). Il se caractérise par une culture assez distinct du reste du pays.

## Étymologie
L'origine du nom est à trouver dans une légende du Kalika Purana qui mentionne que c'est dans cette région que la divinité Kamadeva retrouva sa forme.

## Le Kamrup «antique» (350-1140)
L'histoire de la région de Kamrup remonte au IVe siècle sous le royaume de Kamarupa. Ce royaume connut successivement trois dynasties: les Varman, les Mlechchha (Mech) et les Pala.
Parmi celles-ci, les capitales de la dynastie Varman et de la dynastie Pala, appelées respectivement Pragjyotishpura et Durjaya, se trouvaient à Kamrup, tandis que la capitale de la dynastie Mlechchha était à Tezpur en dehors de la région de Kamrup.
Les prasasti d'Allahabad (IVe siècle) de Samudragupta mentionnent Kamarupa ainsi que Davaka (à présent dans le district de Nagaon au centre de l'Assam) et il est présumé qu'un roi ultérieur du Kamarupa ait aussi absorbé Davaka.
Bien que le royaume soit connu sous le nom de Kamarupa, les rois se faisaient appeler les chefs de Pragjyotisha (Pragjyotishadhipati), et non Kamarupadhipati.
Vaidydeva, un souverain du XIe siècle, désigna Kamarupa en tant que mandala dans le Pragjyotisha bhukti. Selon Sircar, le mandala de Kamarupa est conforme au Kamrup indivisé des temps modernes.

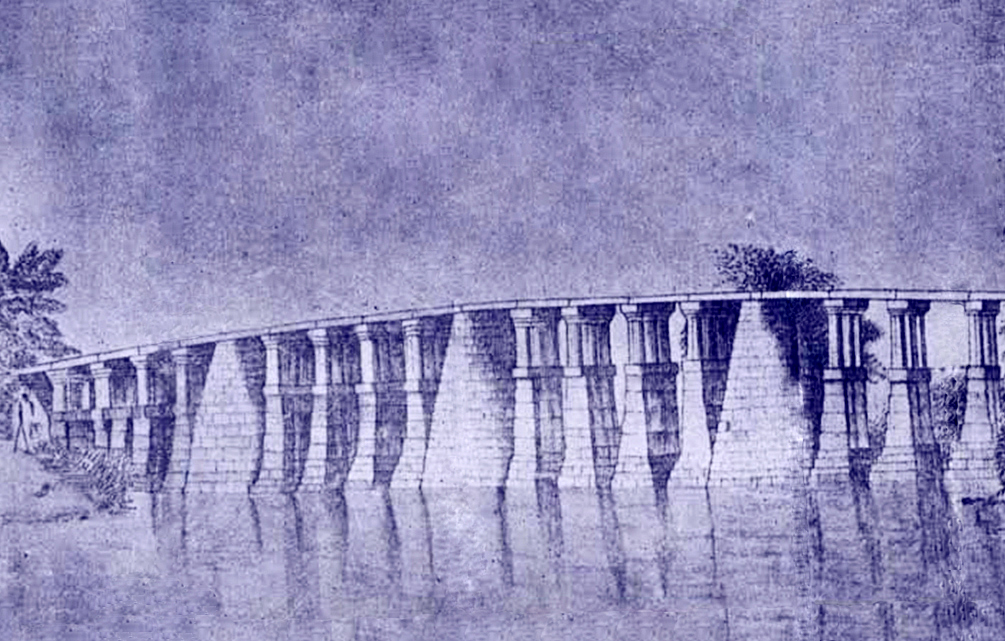
Pont historique à Hajo

## Kamrup médiéval

### Kamata (1250-1581)
La région de Kamarupa perdit rapidement son pouvoir politique centralisé. Sandhya, un souverain du XIIIe siècle dans le Kamarupanagara, déplaça sa capitale dans l'actuel nord-Bengale et son nouveau royaume s'appela Kamata (ou Kamata-Kamrup). Bien que Kamata ait inclus Koch Bihar, Darrang, les districts de Kamrup et le nord de Mymensingh en général, son contrôle sur la région de Kamrup était plutôt lointain. À l'extrême est de l'ancien royaume de Kamarupa, les royaumes Chutiya, Kachari et Ahom ont émergé, les Baro-Bhuyans de Kamrup, Nagaon, Lakhimpur et Darrang servant de tampon entre ces royaumes à l'est et le royaume de Kamata à l'ouest.

### Koch Hajo (1581-1612)
Au début du XVIe siècle, Viswa Singha combla un vide laissé par la destruction de la dynastie Khen de Kamata et consolida sa domination sur les chefs Baro-Bhuyan qui régnaient alors sur la région de Kamrup.
Puis vint l'époque de Naranarayana; en ce temps, le royaume étendit son règne entre les rivières Karatoya et Bhareli. Même si les rois de Koch se firent appeler Kamateshwars (seigneurs de Kamata), leur royaume était appelé le « royaume de Koch » et non « de Kamrup ».
En 1581, le royaume de Kamata fut divisé par Raghudev qui prit le contrôle de la partie est de la rivière Sankosh, jusqu'à la rivière Bharali sur la rive nord; et à l'est du Brahmapoutre dans l'actuel Bangladesh. Le royaume de Raghudev fut appelé Koch Hajo dans les chroniques musulmanes et Kamrup dans les documents d' Ekasarana.
Alors que les Moghols établirent le règne du Bengale Subah à Dhaka, Koch Bihar conclut une alliance avec eux contre Parikshitnarayana, le fils et successeur de Raghudev. Les Moghols poussèrent vers l'est, chassèrent Parikshit du pouvoir et consolidèrent leur assise jusqu'à la frontière orientale de Kamrup en 1615 (jusqu'à la rivière Barnadi). Bien que les Moghols aient poussé plus à l'est, ils entrèrent en conflit militaire direct avec le royaume d'Ahom et arrétèrent leur frontière à la rivière Barnadi, à la suite du traité d'Asurar Ali en 1639.

### Sarkar Kamrup (1612-1682)

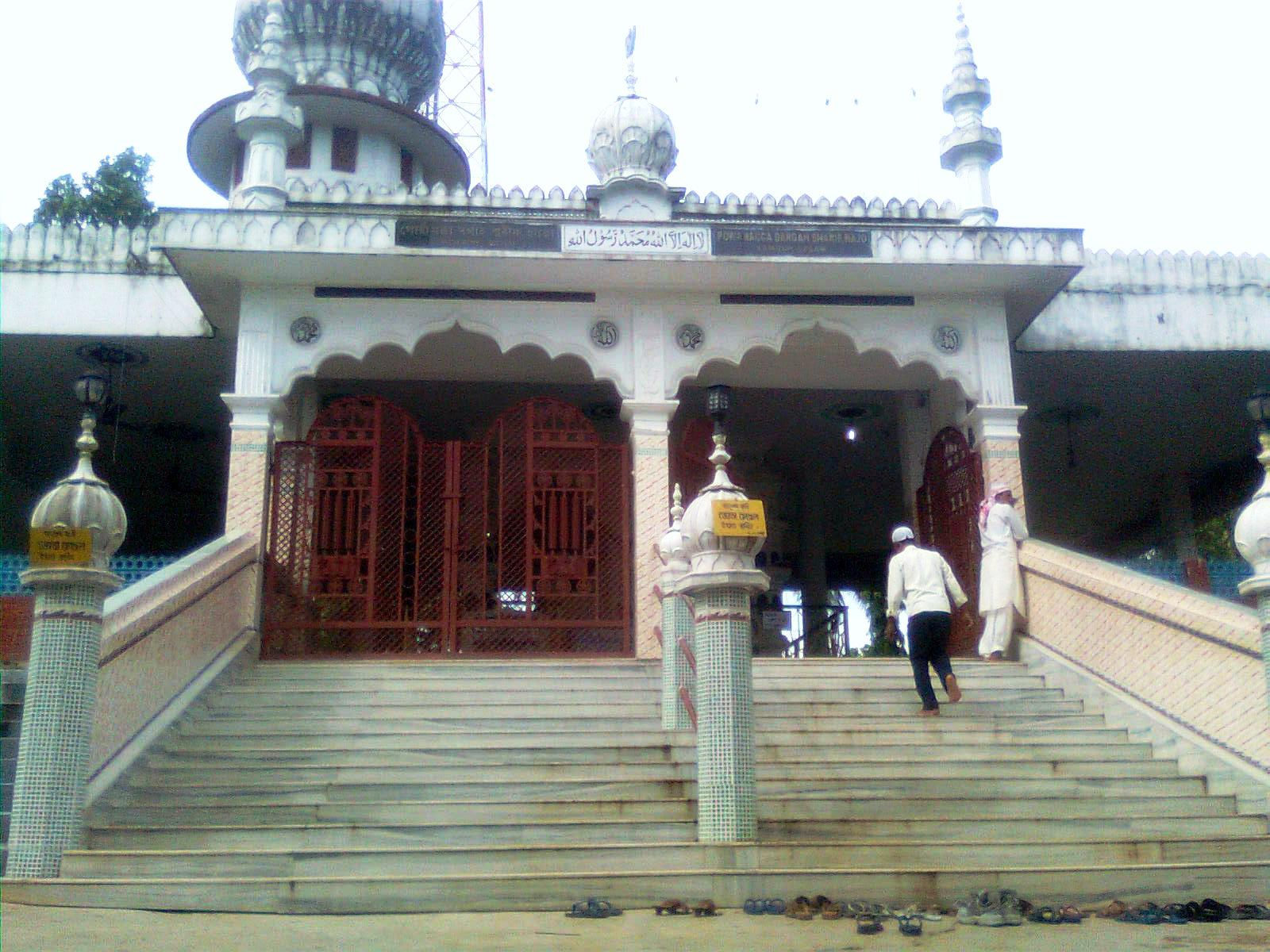
Le roi Ahom Rudra Singha aurait continué à prêter une grande attention à la mosquée Powa Makkah à Hajo, même après l'expulsion des Moghols d'Assam en 1682.

Les Moghols établirent quatre sarkars dans ces terres nouvellement acquises – parmi lesquels Dhekeri (entre Sankosh et Manas) et Kamrup (entre Manas et Barnadi). Kamrup fut également rebaptisée Shujabad, d'après Shah Shuja, le Subahdar du Bengale. Il y avait un certain nombre de dirigeants musulmans de Kamrup au cours de cette période et ils étaient appelés les Faujdars de Shujabad. Le sixième faujdar, Lutfullah Shirazi construisit une mosquée au sommet d'une colline à Koch Hajo en 1657. La mosquée contenait le mazar (mausolée) du prince Ghiyath ad-Din Awliya d'Irak, qui est connu pour avoir introduit l'islam dans la région. Après une « brève » dynastie, les Moghols perdirent Kamrup pour toujours dès 1682 après la bataille d'Itakhuli. Quelques noms de « Faujdars » (gouvernants) de Guwahati: 
1. Makram Khan (1612-1614)
2. Mir Soufi (1614-1616)
3. Cheikh Kamal (1616-1632)
4. Abd as-Salam (1632-1638)
5. Noorullah (1638-1656)
6. Lutfullah Shirazi (1656-1658)

### Domaine de Borphukan (1682-1820)
Après la bataille d'Itakhuli (1682), le royaume d'Ahom dirigea le Kamrup; Guwahati devint sa capitale.
La région continua de s'appeler Kamrup et ses limites orientales et occidentales étaient identiques à celles du district britannique ultérieur du même nom.
Le prince Koch qui supervisait Darrang relevait également du Borphukan. Les Ahoms n'imposèrent pas complètement leur système administratif à Kamrup, et le système basé sur le pargana qui en résultat était un système mixte Mughal-Ahom, contrairement au système Paik à l'est du royaume.

### Empire birman (1821-1824)
La région fait partie de l'empire birman entre 1821 et 1824.

## Kamrup coloniale (1833-1947)
La région passe sous contrôle birman en 1822. Les Britanniques, contrôlant la région à l'ouest de la rivière Manas depuis le transfert du Bengale en 1765, entrèrent dans Guwahati le 28 mars 1824 au début de la première guerre anglo-birmane et établirent un contrôle administratif en octobre de la même année.
Le district de Kamrup que les Britanniques constituèrent en 1833/1836 était en grande partie conforme à la région moghol Sarkar Kamrup, de 1639.

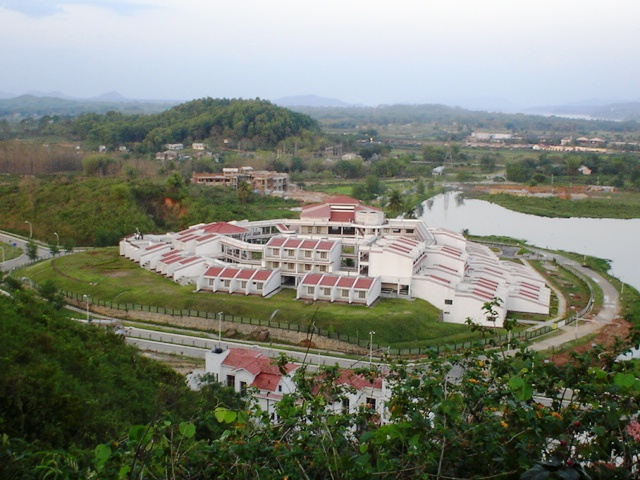
Institut indien de technologie, Guwahati

## Kamrup moderne
Après l'indépendance de l'Inde en 1947, le district de Kamrup conserva sa forme historique. Le district fut divisé, à partir de 1983, et le district originel est souvent appelé « district indivisé de Kamrup ».
Le Kamapitha, Sarkar Kamrup de 1639 et le district indivisé de Kamrup des périodes coloniale et indépendante est aujourd'hui défini comme un seul et unique Kamrup.